# Neil Davis (cầu thủ bóng đá)
Neil Davis (sinh ngày 15 tháng 8 năm 1973 ở Bloxwich, Anh) là một cầu thủ bóng đá, thi đấu cho câu lạc bộ ở Midland Football Alliance Coleshill Town, nơi ông thi đấu ở vị trí tiền đạo.